# Leo Beenhakker
Leo Beenhakker (Rotterdam, 2. kolovoza 1942. – Rotterdam, 10. travnja 2025.) bio je nizozemski nogometaš i trener. Igrao je na poziciji desnog krila.

## Priznanja
- 2010.: Nagrada Rinus Michels za životni doprinos[1]